# Ludvig Nanneson
Per Ludvig Nanneson, född 16 april 1881 i Harplinge socken, Hallands län, död 1 mars 1963, var en svensk agronom. Han var far till Pye Engström.
Ludvig Nanneson tog agronomexamen vid Alnarps lantbruksinstitut 1903, var lärare vid Stenstorps folkhögskola 1903–07, blev lärare vid den lantmannaskola som sammanhängde med folkhögskolan Hvilan 1907, föreståndare för samma skola 1914 och föreståndare för Sveriges allmänna lantbrukssällskaps driftsbyrå 1918, direktör för nämnda sällskap 1928 och professor i lantbruksekonomi vid Lantbrukshögskolan i Ultuna 1933. Han blev 1921 ledamot av Lantbruksakademien (hedersledamot 1941). 
Genom sin verksamhet som sekreterare hos Malmöhus läns kontrollföreningar (från 1907) och ledare (från 1908) av Hvilans bokföringsförening (1911 förändrad till Malmöhus läns bokföringsförening) leddes Nanneson in på studiet av jordbruksekonomi, på vilket områdes bearbetning han utövade ett för Sverige betydelsefullt arbete därigenom, att han därvid lade till grund de i siffror uttryckta resultat, som framgått av kontrollföreningarnas och många jordbruks räkenskaper. Dessa räkenskapsresultat bearbetade och publicerade Nanneson på uppdrag av Lantbruksstyrelsen i Räkenskapsresultat från svenska jordbruk (årligen från 1914) och Det svenska lantbrukets produktionskostnader (I–II, 1919–23). 
I övrigt författade han bland annat Rationell lantbruksbokföring (1913), Skånes nötkreatursskötsel från 1800-talets början till nuvarande tid (1914), Lärobok i husdjurslära (tillsammans med Nils Hansson; 1915–20, fjärde upplagan 1928), Jordbruksekonomiska förhållanden i Nordamerika (1922), Arbetsförbrukningen i det svenska jordbruket (1923), Häst- och traktorarbete i jordbruket (1923), Jordbruksekonomi (1924, femte upplagan tillsammans med Hjalmar Nilsson och Gustav Ytterborn 1943), Byggnadskapitalet vid svenska jordbruk (1924) samt en mängd uppsatser i lantbrukstidskrifter, framför allt i Lantbruksakademiens handlingar och tidskrift samt i "Landtmannen. Tidskrift för landtmän", för vilken han (tillsammans med J.G. Leufvén) var redaktör från 1918.

## Fotnoter
1. 1 2  P Ludvig Nanneson, Svenskt biografiskt lexikon, Svenskt Biografiskt Lexikon-ID: 8755.[källa från Wikidata]